# Юшка, Радек
Ра́дек Ю́шка (чеш. Radek Juška; род. 8 марта 1993, Старовички, Южноморавский край, Чехия) — чешский легкоатлет, специализирующийся в прыжке в длину. Серебряный призёр чемпионата Европы в помещении 2015 года в прыжке в длину. Пятикратный чемпион Чехии. Участник летних Олимпийских игр 2016 года.

## Биография
С детства рос активным и подвижным ребёнком, в родной деревне Старовички занимался футболом, играл в теннис и хоккей. Участвовал и в легкоатлетических соревнованиях, но без особой подготовки. Так, на соревнованиях в Густопече Радек прыгнул в высоту «ножницами» на 1,87 м. Соревнования приносили удовольствие, однако в приоритете у него был футбол. Радек заканчивал старшие классы школы в Бржецлаве, где учитель физкультуры (и по совместительству тренер) Збынек Хлумецкий пригласил его в легкоатлетический клуб. Продолжительное время он сочетал тренировки в двух видах спорта. Обычно понедельник и четверг были днями лёгкой атлетики, а вторник и пятница — временем футбола.
По совету родителей Юшка решил сосредоточиться на одном виде спорта. Выбор был сделан в пользу лёгкой атлетики. Первое время он пробовал себя в различных дисциплинах. В прыжке в высоту он не смог освоить технику «фосбери-флоп» (результат был ниже, чем при прыжке обычным перешагиванием). В поисках своей дисциплины он бегал спринт, барьеры, участвовал в соревнованиях в тройном прыжке, пока, наконец, не прыгнул в длину на 7,71 м. Этот результат дал ему право участвовать на чемпионате мира среди юниоров 2012 года, где он проиграл личному рекорду 60 сантиметров и остался за бортом финала.
После этой неудачи Радек принял приглашение тренера Йозефа Караса, бывшего десятиборца, и отправился тренироваться в Прагу, одновременно поступив в Пражский экономический университет. Смена обстановки поначалу не пошла на пользу — весь 2013 год Радек восстанавливался после разрыва мышцы бедра, который заработал ещё зимой. В феврале 2014 года впервые в карьере стал чемпионом страны в помещении, но не поехал на чемпионат мира из-за невысокого результата. Летом пытался отобраться на чемпионат Европы, но ему не хватило до квалификационного норматива 1 см. К тому же, победа на летнем первенстве страны далась ценой очередной травмы, разрыва брюшной мышцы.
В зимнем сезоне 2015 года Радек снова стал чемпионом Чехии, но результат 7,93 м не позволял говорить о надеждах на медаль на домашнем чемпионате Европы в помещении. В финал он попал с последним, восьмым результатом. Однако в основных соревнованиях, подгоняемый трибунами, совершил первый в карьере прыжок за 8 метров — 8,10 м, который принёс ему серебряную медаль чемпионата. Закрепить успех удалось и летом. Юшка стал вторым на чемпионате Европы среди молодёжи (8,00 м), а на чемпионате мира вышел в финал, где занял 11-е место.
На чемпионате Европы 2016 года остановился в шаге от пьедестала, прыгнув на 7,93 м. Был включён в команду для участия в Олимпийских играх. В Рио-де-Жанейро ему не хватило всего 1 сантиметра, чтобы преодолеть квалификационный барьер. С прыжком на 7,84 м он остался на 13-м месте.

## Основные результаты
| Год  | Турнир                          | Место проведения         | Дисциплина     | Место        | Результат         |
| ---- | ------------------------------- | ------------------------ | -------------- | ------------ | ----------------- |
| 2012 | Чемпионат мира среди юниоров    | Барселона, Испания       | прыжок в длину | 24-е (квал.) | 7,11 м            |
| 2014 | Командный чемпионат Европы      | Брауншвейг, Германия     | прыжок в длину | 8-е          | 7,76 м            |
| 2015 | Чемпионат Европы в помещении    | Прага, Чехия             | прыжок в длину | 2-е          | 8,10 м            |
| 2015 | Чемпионат Европы среди молодёжи | Таллин, Эстония          | прыжок в длину | 2-е          | 8,00 м            |
| 2015 | Чемпионат мира                  | Пекин, Китай             | прыжок в длину | 11-е         | 7,57 м            |
| 2016 | Чемпионат мира в помещении      | Портленд, США            | прыжок в длину | 10-е         | 7,88 м            |
| 2016 | Чемпионат Европы                | Амстердам, Нидерланды    | прыжок в длину | 4-е          | 7,93 м (+2,1 м/с) |
| 2016 | Олимпийские игры                | Рио-де-Жанейро, Бразилия | прыжок в длину | 13-е (квал.) | 7,84 м            |